# カウンタープレート
カウンタープレートとは、ウェブサイト管理者が、自身のウェブサイトのアクセスカウンターがキリ番を示した際にアクセスした閲覧者に対して、日頃の感謝やキリ番アクセスの記念として贈呈する画像ファイルのこと。略称としてカウプレがある。
原則としてキリ番を踏んだ、その閲覧者に対してのみのを前提としたプレゼント画像であるため、ファイルとしてディスク上に保存する権利は贈呈者本人のみとしている点が特徴である。保存した画像の利用方法として画像の私的鑑賞、自身のウェブサイト上で「行きつけのウェブサイト管理者から頂いた」と相応のページ上に展示するなどの方法が挙がる。
たとえばウィキペディア日本語版の記事数200,000突破の際、右記カウンタープレート相当の画像が、感謝の言葉と共にメインページに提示された。